# Gottstedt
Gottstedt, Erfurt-Gottstedt – dzielnica miasta Erfurt w Niemczech, w kraju związkowym Turyngia. 